# ウィレム・フルステーヘン
ウィレム・フルステーヘン（Willem Verstegen、1612年頃 - 1659年）は、オランダ東インド会社に勤務し、出島のオランダ商館長となった人物。

## 経歴
ウィレム・フルステーヘンは1612年頃、フリシンゲンで生まれた。1629年、見習い期間を終了し、短期間バタヴィアに勤務した後、1632年に日本に送られ、平戸のオランダ商館で勤務した。1633年には長崎に移ったが、そこには30年以上前にリーフデ号で来日し、そのまま日本で個人的に貿易を行っているオランダ人達がいた。その中のメルキオール・ファン・サントフォールトは日本人女性と結婚しており、娘がいた。長崎到着後、そう長くないうちに、フルステーヘンはサントフォールトの娘スザンナに結婚を申し込んだ。
1635年にはさらに上の地位に昇進した。その年の12月7日、フルステーヘンはオランダ領東インド総督のアントニオ・ヴァン・ディーメンに宛て、日本近海の北緯37度付近に金銀島があると聞いたと報告している。この金銀島の報告に基づき、後に2回の探検隊が派遣されている。
1639年、ヨーロッパ人と結婚していた日本人妻およびその子女は、日本を去るように命令された。このため、フルステーヘンはスザンナと、バタヴィアに戻る途中の台湾で結婚した。
フルステーヘンのバタヴィア到着を待って、マチス・クアスト（Matthijs Quast）を隊長とする金銀島探検隊が派遣されたが、これは失敗に終わった。2度目の探検はマルチン・ゲルリッツエン・フリースを隊長とし、1643年に実施されたが、その内の1隻ブレスケンス号が途中で航路を失い、盛岡藩領に寄航して乗員10人が抑留されるブレスケンス号事件を起こしている。
1646年10月28日、フルステーヘンはレイニール・ファン・ツムの後任として出島の商館長となり、翌年10月10日までその職にあった。恒例の江戸参府には1646年12月2日に長崎を船で出発し、12月14日に大坂着。18日に大坂を出、江戸には30日に到着した。徳川家光および家綱には1月6日に拝謁、このときの献上品は、ラクダ2頭、ジャコウネコ1匹、ヒクイドリ1羽、オウム2羽、薬品、ジオラマなどであった。フルステーヘンの参府中の日記は、途中の地名や景色、見聞など様々な情報を含んでいる 。
1月14日には将軍の命令により、代理でなく商館長自身が登城し下賜品を受け取った。2日に暇を許されるまでの間、商館長は何度か、大目付井上政重及び幕府高官の様々な質問を受けたが、昨年に続きブレスケンス号事件が日本側の最も重要な話題であった。帰りは悪天候であったが、3月21日に長崎に戻った。
1647年7月26日、長崎沖に以前から噂になっていたポルトガルの使節船が現れた。フルステーヘンは当初、ポルトガル人は制圧されると予想していたが、事態は進展せず、退去を許されるだろうと内々の情報を得、日本人への失望を記している。8月29日、江戸から上使として大目付井上政重と長崎奉行山崎正信が到着し、「今回の使節はポルトガル新王から日本の将軍に対して派遣されたので全員の命を助けるが、今後来航すれば皆殺しとなる」と伝えた。結局ポルトガル船は9月4日に長崎を後にした。
問題は、ポルトガル船の来航が、その年のオランダ船の入港（8月8日）より早かったことであった。このため、オランダはポルトガルに関する最新情報を幕府に伝えることができず、叱責されることになる。
フルステーヘンは、後任をスウェーデン人のフレデリック・コイエットに委ね、日本を去った。なお、コイエットも例年のように江戸に参府したが、前述の理由により家光への拝謁は拒絶された。

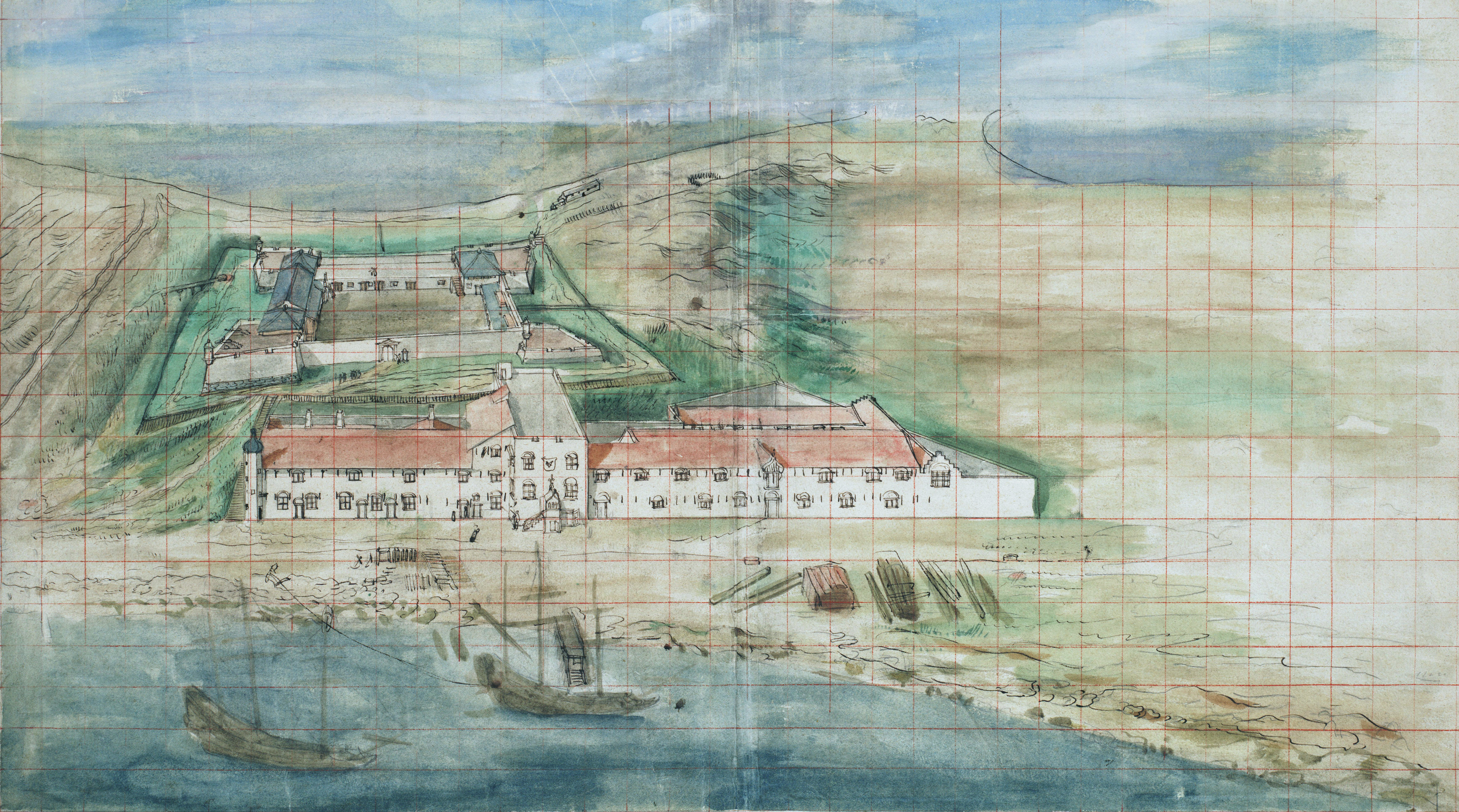
ゼーランディア城（1635年頃）

1651年、フルステーヘンは大規模な密貿易ネットワークが発見されたベトナムのトンキンへの検査官に任命された。その後、台湾に移り、ゼーランディア城に居を構えた。そのときの部下の一人に、後に出島の商館長となるツァハリアス・ヴァグナーがいた。
フルステーヘンは東インドの評議会の中で重要な地位を得たが、1652年に解雇されオランダに戻った。1658年2月にはインドのスーラトに2人の息子、娘、姪と共住んでいたことが分かっているが、それまでの経緯は良く分からない。1659年1月11日、数台の馬車と何人かを雇い、ダーラー・シコーの軍に参加するためにアフマダーバードに向かった。シコーは大砲を扱えるヨーロッパ人に高額の報酬を約束していた。1659年10月6日、アジュメール近くの戦いで、フルステーヘンは戦死した。

## 参考
- 日本関係海外史料 オランダ商館長日記 訳文編之十 東京大学史料編纂所

| 先代 レイニール・ファン・ツム | オランダ商館長（第15代） 1646年10月28日 - 1647年10月10日 | 次代 フレデリック・コイエット |